# Erkin O'zbekiston
«Erkin O'zbekiston» (Вільний Узбекистан) — політичний опозиційний рух Узбекистану (узб. Erkin O'zbekiston siyosiy muxolifat harakati) правоцентристського спрямування, основною метою якого є прихід до влади демократичним шляхом.

## Історія
Незареєстрований політичний опозиційний рух «Erkin O'zbekiston» (далі — Рух) створено в жовтні 2019 року, в німецькому місті Дюссельдорф. Засновником руху є Хасанбой Бурханов — узбецький громадсько-політичний діяч.
Рух є визнаною політичною організацією, яка бере участь на Нарадах і Конференціях ОБСЄ та інших міжнародних організацій.
Рух фінансується шляхом добровільних пожертвувань і цільових внесків його прихильників, а також з особистих коштів засновника організації.

## Ідеологія
Політичний опозиційний рух «Erkin O'zbekiston» дотримується правоцентристської ідеології. З огляду на принципи правової держави, Рух виступає за збереження і розвиток національної ідентичності та суверенітету, а також за зміцнення і просування традиційних сімейних цінностей.

## Транснаціональні репресії
З моменту створення Руху узбецька влада піддає його учасників і прихильників погрозам, залякуванню і цькуванню. 09.04.2024 на своєму сайті Рух опублікував звіт про транснаціональні репресії узбецької влади. Вебсайт Руху в Узбекистані заблоковано.